# Alicja Pawlak
Alicja Pawlak (ur. 13 października 1983) – polska piłkarka.
Zawodniczka AZS Wrocław (do 2010 roku), z którym w latach 2001–2007 siedmiokrotnie wywalczyła Mistrzostwo Polski, trzykrotnie Puchar Polski (2002/2003, 2003/2004, 2006/2007) i raz wystąpiła w finale (2001/2002). Rozegrała 24 spotkania w sześciu pierwszych edycjach Pucharu UEFA kobiet, zdobywając 3 gole. Od rundy wiosennej sezonu 2010/2011 występuje w RTP Unii Racibórz.
W reprezentacji Polski debiutowała 17 marca 2005, łącznie wystąpiła w 9 meczach. Uczestniczka eliminacji do Mistrzostw Świata 2007. W kadrze U-18 25 gier.